# Ionel Lețcae
Ionel Lețcae (Galați, 13 de julio de 1961) es un deportista rumano que compitió en piragüismo en la modalidad de aguas tranquilas. Ganó dos medallas en el Campeonato Mundial de Piragüismo en los años 1983 y 1986.
Participó en los Juegos Olímpicos de Los Ángeles 1984, donde finalizó cuarto en la prueba de K4 1000 m.

## Palmarés internacional
| Campeonato Mundial | Campeonato Mundial  | Campeonato Mundial | Campeonato Mundial |
| Año                | Lugar               | Medalla            | Evento             |
| ------------------ | ------------------- | ------------------ | ------------------ |
| 1983               | Tampere (Finlandia) | Medalla de oro     | K4 1000 m          |
| 1986               | Montreal (Canadá)   | Medalla de plata   | K4 10 000 m        |